# Giro di Sicilia 1959
Il Giro di Sicilia 1959, sedicesima edizione della corsa, si svolse dal 21 al 26 aprile 1959 su un percorso suddiviso in 6 tappe, con partenza e arrivo da Palermo. Aperto a ciclisti professionisti di seconda categoria, fu vinto da Loris Guernieri.
Milazzo e Siracusa furono scelte quale sedi di tappa del XVI Giro ciclistico di Sicilia. Nel percorso del Giro anche la salita dei monti Peloritani con 463 m di dislivello e le due rampe di Acireale e di Melilli.

## Tappe
| Tappa  | Data      | Percorso           | km  | Vincitore di tappa   | Leader cl. generale  |
| ------ | --------- | ------------------ | --- | -------------------- | -------------------- |
| 1ª     | 21 aprile | Palermo > Milazzo  | 224 | Giuliano Bernardelle | Giuliano Bernardelle |
| 2ª     | 22 aprile | Milazzo > Siracusa | 214 | Federico Galeaz      | Carlo Zorzoli        |
| 3ª     | 23 aprile | Siracusa > Ragusa  | -   | Duilio Taddeucci     | Noè Conti            |
| 4ª     | 24 aprile | Ragusa > Sciacca   | -   | Antonio Uliana       | Antonio Viani        |
| 5ª     | 25 aprile | Sciacca > Trapani  | 118 | Loris Guernieri      | Federico Galeaz      |
| 6ª     | 26 aprile | Trapani > Palermo  | 119 | Giuseppe Canale      | Loris Guernieri      |
| Totale | Totale    | Totale             | --- |                      |                      |

## Squadre e corridori partecipanti
| N. | Cod. | Squadra        |
| -- | ---- | -------------- |
|    |      | San Pellegrino |
|    |      | Torpado        |
|    |      | Conca d'oro    |
|    |      | Svizzera       |
|    |      |                |

## Dettagli delle tappe

### 1ª tappa
- 21 aprile: Palermo > Milazzo – 224 km

Risultati
| Pos. | Corridore            | Squadra | Tempo |
| ---- | -------------------- | ------- | ----- |
| 1    | Giuliano Bernardelle | Torpado |       |
| 2    | Italia (bandiera)    |         |       |
| 3    | Italia (bandiera)    |         |       |

| Pos. | Corridore            | Squadra | Tempo |
| ---- | -------------------- | ------- | ----- |
| 1    | Giuliano Bernardelle | Torpado |       |
| 2    | Italia (bandiera)    |         |       |
| 3    | Italia (bandiera)    |         |       |

### 2ª tappa
- 22 aprile: Milazzo > Siracusa – 214 km

Risultati
| Pos. | Corridore       | Squadra | Tempo    |
| ---- | --------------- | ------- | -------- |
| 1    | Federico Galeaz | Isolato | 6h21'33" |
| 2    | Sante Freo      | Isolato | a 0      |
| 3    | Carlo Zorzoli   | Torpado | a 0      |

| Pos. | Corridore     | Squadra        | Tempo     |
| ---- | ------------- | -------------- | --------- |
| 1    | Carlo Zorzoli | Torpado        | 12h10'36" |
| 2    | Gino Vignolo  | San Pellegrino | s.t.      |
| 3    | Noè Conti     | Isolato        | s.t.      |

### 3ª tappa
- 23 aprile: Siracusa > Ragusa – -- km

Risultati
| Pos. | Corridore        | Squadra  | Tempo    |
| ---- | ---------------- | -------- | -------- |
| 1    | Duilio Taddeucci |          | 2h42'10" |
| 2    | Orlandi          |          | s.t.     |
| 3    | Fritz Gallati    | Svizzera | a 17"    |

| Pos. | Corridore        | Squadra        | Tempo |
| ---- | ---------------- | -------------- | ----- |
| 1    | Noè Conti        | Isolato        |       |
| 2    | Giuseppe Pardini | San Pellegrino |       |
| 3    | Loris Guernieri  | Torpado        |       |

### 4ª tappa
- 24 aprile: Ragusa > Sciacca – -- km

Risultati
| Pos. | Corridore          | Squadra | Tempo    |
| ---- | ------------------ | ------- | -------- |
| 1    | Antonio Uliana     |         | 3h15'03" |
| 2    | Nunzio Pellicciari |         | s.t.     |
| 3    | Mario Tosato       |         | s.t.     |

| Pos. | Corridore       | Squadra | Tempo     |
| ---- | --------------- | ------- | --------- |
| 1    | Antonio Viani   |         | 20h10'08" |
| 2    | Federico Galeaz | Isolato | a 1'57"   |
| 3    | Loris Guernieri | Torpado | a 2'14"   |

### 5ª tappa
- 25 aprile: Sciacca > Trapani – 118 km

Risultati
| Pos. | Corridore       | Squadra        | Tempo    |
| ---- | --------------- | -------------- | -------- |
| 1    | Loris Guernieri | Torpado        | 2h39'20" |
| 2    | Gino Vignolo    | San Pellegrino |          |
| 3    | Giolli          |                |          |

| Pos. | Corridore       | Squadra | Tempo |
| ---- | --------------- | ------- | ----- |
| 1    | Federico Galeaz | Isolato |       |
| 2    | Loris Guernieri | Torpado |       |
| 3    | Noè Conti       |         |       |

### 6ª tappa
- 26 aprile: Trapani > Palermo  – 119 km

Risultati
| Pos. | Corridore          | Squadra     | Tempo    |
| ---- | ------------------ | ----------- | -------- |
| 1    | Giuseppe Canale    | Isolato     | 1h31'13" |
| 2    | Giuseppe Lucchesi  | Conca d'oro | a 2"     |
| 3    | Giovanni Albisetti | Svizzera    | a 26"    |

| Pos. | Corridore       | Squadra | Tempo     |
| ---- | --------------- | ------- | --------- |
| 1    | Loris Guernieri | Torpado | 27h13'51" |
| 2    | Federico Galeaz | Isolato | a 4"      |
| 3    | Noè Conti       | Isolato | a 27"     |

## Evoluzione della classifica
| Tappa             | Vincitore            | Classifica generale Maglia giallo-rossa |
| ----------------- | -------------------- | --------------------------------------- |
| 1ª                | Giuliano Bernardelle | Giuliano Bernardelle                    |
| 2ª                | Federico Galeaz      | Carlo Zorzoli                           |
| 3ª                | Duilio Taddeucci     | Noè Conti                               |
| 4ª                | Antonio Uliana       | Antonio Viani                           |
| 5ª                | Loris Guernieri      | Federico Galeaz                         |
| 6ª                | Giuseppe Canale      | Loris Guernieri                         |
| Classifica finale | Classifica finale    | Loris Guernieri                         |

## Classifica finale
| Pos. | Corridore           | Squadra        | Tempo     |
| ---- | ------------------- | -------------- | --------- |
| 1    | Loris Guernieri     | Torpado        | 27h13'51" |
| 2    | Federico Galeaz     | Isolato        | a 4"      |
| 3    | Noè Conti           | Isolato        | a 27"     |
| 4    | Gino Vignolo        | San Pellegrino | a 38"     |
| 5    | Giuseppe Pardini    | San Pellegrino | a 38"     |
| 6    | Giambattista Milesi | Isolato        | a 1'09"   |
| 7    | Giuseppe Pecoraro   | Conca d'oro    | a 1'15"   |
| 8    | Giuseppe Di Fiore   | Conca d'oro    | a 2'20"   |
| 9    | Sante Freo          | Isolato        | a 2'33"   |
| 10   | Bono                | San Pellegrino | a 2'37"   |